# Robert Strąk
Robert Strąk (ur. 9 czerwca 1967 w Wałczu) – polski polityk, prawnik i urzędnik, poseł na Sejm IV i V kadencji.

## Życiorys
W 1996 ukończył zaoczne studia prawnicze na Uniwersytecie Gdańskim, a w 1997 podyplomowe studia z zakresu szacownia nieruchomości na Akademii Rolniczo-Technicznej w Olsztynie.
Od 1994 do 1997 pracował jako inspektor w Urzędzie Rejonowym, następnie był kierownikiem wydziału w PKO Bank Polski. Od 1998 do 1999 pełnił funkcję dyrektora biura poselskiego Romana Giedrojcia. W latach 1999–2001 był inspektorem Państwowej Inspekcji Pracy.
W wyborach parlamentarnych w 1991 bez powodzenia ubiegał się o mandat poselski z ramienia Stronnictwa Narodowego. Od 1992 był prezesem okręgu pomorskiego SN. W wyborach samorządowych w 1998 bezskutecznie ubiegał się o mandat radnego Słupska z listy Akcji Wyborczej Solidarność. Pozostając członkiem SN, w wyborach parlamentarnych w 2001, otrzymawszy 5775 głosów, uzyskał mandat poselski z listy Ligi Polskich Rodzin w okręgu gdyńsko-słupskim. Następnie wstąpił do tej partii, był jej szefem na Pomorzu. W wyborach samorządowych w 2002 ubiegał się o urząd prezydenta Słupska, uzyskując 23,57% głosów i przechodząc do II tury, w której przegrał z Maciejem Kobylińskim, otrzymując 46,14% głosów. W 2004 bezskutecznie kandydował do Parlamentu Europejskiego (otrzymał 34 425 głosów).
Po raz drugi uzyskał mandat poselski w 2005 liczbą 13 859 głosów. W kwietniu 2006 opuścił LPR, stając się posłem niezrzeszonym, jednak po kilkunastu dniach powrócił do ugrupowania. Bez powodzenia kandydował w wyborach parlamentarnych w 2007 (otrzymał 2046 głosów). W 2008 współtworzył partię Naprzód Polsko, która w 2010 została wykreślona z ewidencji partii politycznych. W 2014 współtworzył partię Tak dla Polski (w 2017 przerejestrowaną na Ligę Narodową, w której zarządzie zasiadał; została ona wyrejestrowana w 2023). W 2015 był członkiem komitetu referendalnego Pawła Kukiza w Słupsku. W październiku 2016 został pełnomocnikiem stowarzyszenia Endecja (związanego z ruchem Kukiz’15) na województwo pomorskie, był nim do 2018.
Od 2007 żonaty z Beatą.